# Chiến dịch đổ bộ Moonsund
Chiến dịch đổ bộ Moonsund (29 tháng 9 - 24 tháng 11 năm 1944) (tiếng Nga: Моонзундская десантная операция, theo một số tài liệu Estonia là Chiến dịch phòng ngự quần đảo Tây Estonia (tiếng Estonia: Lääne-Eesti saarte kaitsmine) là một trận tấn công đổ bộ do quân đội Liên Xô tổ chức trong giai đoạn cuối của Chiến tranh Xô-Đức thuộc thế chiến thứ hai. Mục tiêu của chiến dịch là quét sạch quân Đức thuộc Cụm Tập đoàn quân Bắc ra khỏi quần đảo Tây Estonia (hay còn gọi là quần đảo Moonsund) thuộc lãnh thổ Estonia trên khu vực duyên hải biển Ban Tích. Lực lượng tham gia của quân đội Liên Xô là Tập đoàn quân số 8 thuộc Phương diện quân Leningrad.

## Bối cảnh
Sau nhiều trận chiến quyết liệt và dữ dội với quân Đức từ tháng 7 đến tháng 9 năm 1944, Phương diện quân Leningrad phối hợp với các mũi tấn công của ba Phương diện quân Baltic (Liên Xô) cuối cùng đã đẩy lui Cụm Tập đoàn quân Bắc của Đức Quốc xã sang bờ Tây sông Narva và dần dần quét sạch quân Đức khỏi lãnh thổ Estonia. Một bộ phận quân Đức dạt sang các đảo nhỏ của Estonia nằm ở phía Bắc vịnh Riga (gọi là quần đảo Moonsund hay quần đảo Tây Estonia) và tiếp tục tổ chức chống cự tại đây. Đến cuối tháng 9 năm 1944, sau khi giải phóng lãnh thổ Estonia trên lục địa châu Âu, phương diện quân Leningrad tiếp tục tổ chức các cuộc tấn công đổ bộ nhằm thanh toán nốt số quân Đức còn sót lại trên quần đảo này.

## Binh lực và kế hoạch

### Quân đội Liên Xô
- Một phần Phương diện quân Leningrad (tư lệnh: Nguyên soái L. A. Govorov, tham mưu trưởng: đại tướng M. M. Popov)
  - Tập đoàn quân số 8 (trung tướng F. N. Starikov), bao gồm các quân đoàn bộ binh số 109 và quân đoàn bộ binh Estonia số 8
  - Tập đoàn quân không quân số 13 (thượng tướng S. D. Rybalchenko)
- Một phần Hạm đội Baltic (tư lệnh: đô đốc V. F. Tributs, tham mưu trưởng kiêm chỉ huy chiến dịch đổ bộ[3]: phó đô đốc I. G. Svyatov) với 92 tàu quân sự, 40 tàu tiếp liệu, 2 sư đoàn không quân chiến đấu và lữ đoàn hải quân đánh bộ số 260
- Cụm tác chiến "Arho" của Hải quân Phần Lan, với 50 tàu chiến và 50 tàu галеасов

### Quân đội Đức Quốc xã
- Một phần Cụm Tập đoàn quân Bắc (tư lệnh: thượng tướng Ferdinand Schörner)
  - Sư đoàn bộ binh số 23 (thiếu tướng Eduard Crasemann)
  - 4 tiểu đoàn bảo an, cảnh vệ

Binh lực tổng cộng 11.500 người, 2 tàu khu trục, 2 tàu phóng lôi, 14 tàu quét mìn, 22 tàu đổ bộ các loại.

## Diễn biến

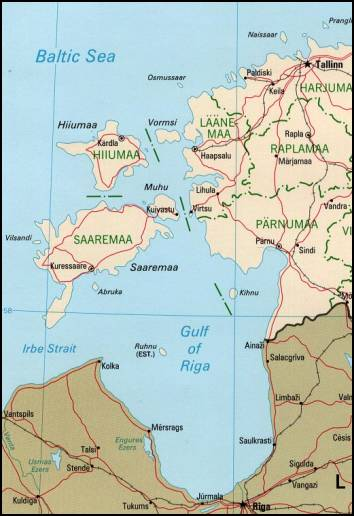
Bản đồ quần đảo Tây Estonia/Moonsund, cho thấy các đảo Hiiumaa, Saarema, Muhu và Vormsi thuộc quần đảo này.

### Vormsi và Muhu
Ngày 27 tháng 9, Tập đoàn quân số 8 nổ súng tấn công và ngay trong ngày hôm đó, một tiểu đoàn hải quân đánh bộ Liên Xô đã đánh chiếm Vormsi, một đảo nhỏ nằm ở phần Đông Bắc của quần đảo Moonsund. Sau đó, quân đội Liên Xô hướng đòn tấn công sang Muhu, một đảo nhỏ nằm ngay sát bờ Đông Bắc của Saaremaa, đảo lớn nhất trong cụm Moonsund. Việc xây dựng hệ thống cầu bắc từ lục địa Estonia qua eo biển Suur väin tới Muhu phải mất vài ngày và vì vậy, trước hết, một đơn vị trinh sát sẽ được đổ bộ lên đảo này. Nhóm đổ bộ đầu tiên do Đại úy Kelberg chỉ huy bí mật vượt eo biển và đã tổ chức các hoạt động theo dõi, giám sát suốt nhiều giờ. Nhóm thứ hai trong đêm đó cũng đổ bộ lên Muhu và thông qua hệ thống điện đài vô tuyến báo cáo về sở chỉ huy tất cả các hoạt động chuyển quân và hệ thống phòng ngự của quân Đức trên đảo. Các thông tin này về sau đóng một vai trò rất quan trọng đối với cuộc đổ bộ lên đảo Muhu của quân đội Liên Xô.
Cuộc đổ bộ lên đảo Muhu và cảng Kuivastu mở màn vào sáng sớm ngày 29 tháng 9. Lực lượng tấn công đầu tiên gồm 1.150 binh sĩ cập bờ hòn đảo dưới sự yểm hộ của các tàu phóng lôi thuộc Hạm đội Ban Tích. Quân Đức trên đảo đã bắn trả dữ dội như không ngăn được đợt tiến công của Hồng quân Xô Viết. Cho đến ngày 30, quân đội Liên Xô đã thực hiện 181 lượt chuyên chở, đưa 5.600 binh sĩ thuộc sư đoàn bộ binh số 249 lên đảo Muhu. Theo sau các tàu chiến là các đơn vị đổ bộ lưỡng thê. Đến ngày 1 tháng 10, Muhu được giải phóng. Trong trận đánh này, trung sĩ N. N. Matyashin và E. Yu. Tyakhe được phong danh hiệu Anh hùng Liên Xô vì thành tích chiến đấu xuất sắc.

### Hiiumaa
Ngày 2 tháng 10, quân đội Liên Xô bắt đầu công kích Hiiumaa. Trên hòn đảo lớn này, quân Đức đã xây dựng những hệ thống hầm hào, lô cốt và nhiều công sự khác ngay từ mùa thu năm 1943. Lực lượng đồn trú trên đảo chủ yếu là lính thủy đánh bộ cùng với tàn binh dạt từ Tallinn và Haapsalu về. Ngày đầu tiên của cuộc đổ bộ được đánh dấu bằng những trận công kiên dữ dội nhằm thủ tiêu các cứ điểm mạnh ở xã Käina và thị trấn Kärdla. Trận chiến kéo dài cho đến tận nửa đêm, khi mà đội hình quân Đức đã dần dần rối loạn và rã ngũ. Trưa ngày 3 tháng 10 Hiiumaa được giải phóng. Quân đội Liên Xô bắt được 300 tù binh cùng với nhiều chiến lợi phẩm.

### Saaremaa

#### Giai đoạn đầu tiên

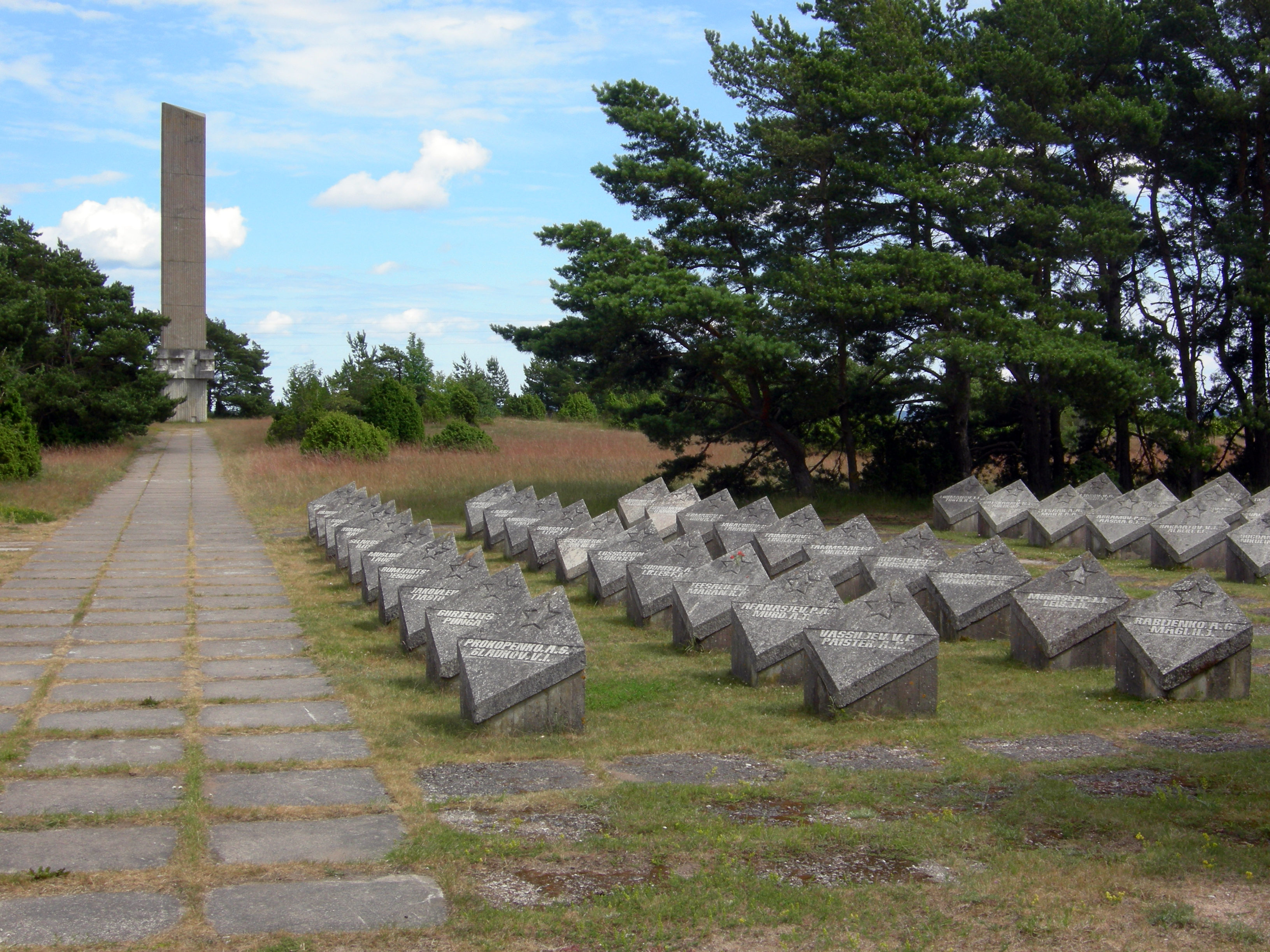
Đài tưởng niệm các chiến sĩ Hồng quân tại trận Tehumardi.

Hòn đảo lớn nhất thuộc Moonsund - Saaremaa - bị quân đội Liên Xô công kích vào ngày 5 tháng 10. Trong thời gian này, sư đoàn bộ binh số 218 (Đức) từ Riga đã chuyển về trú đóng tại đây. Theo kế hoạch, quân đội Liên Xô sẽ tổ chức 2 mũi công kích đánh từ đảo Hiiumaa xuống và từ thành phố Haapsalu sang. Quân đoàn bộ binh số 8 sẽ băng qua một chiếc cầu phao để tiếp cận hòn đảo này, tuy nhiên chiếc cầu đã bị quân Đức phá sập trong quá trình lui binh. Vì vậy, trong vòng ít ngày lực lượng công binh đã phải tiến hành sửa chữa cây cầu dưới làn mưa đạn pháo dữ dội của phía Đức. Tuy nhiên quá trình sửa chữa nhanh chóng hoàn tất và hàng nghìn binh sĩ Liên Xô cùng với xe tăng, pháo tự hành và đại bác lần lượt băng qua cây cầu để và đặt chân lên Saaremaa. Cùng lúc này, lực lượng tàu đổ bộ cũng tiếp cận bờ biển Saaremaa với sự yểm hộ của đại bác trên các tàu chiến thuộc hạm đội Ban Tích. Sau một trận kịch chiến kéo dài vài giờ, quân đội Liên Xô đã thiết lập bộ bàn đạp đổ bộ vững chắc lên hòn đảo. Quân Đức triệt thoái về tuyến phòng ngự thứ hai cách bờ biển 6-10 cây số, tuy nhiên phòng tuyến này cũng nhanh chóng bị xuyên thủng. Không lâu sau đó, quân đoàn bộ binh Estonia số 8 (Liên Xô) đã cắt đứt tuyến đường bộ dẫn tới Kuressaare, thành phố lớn thứ 11 của Estonia và là trung tâm hành chính của Saaremaa. Quân đồn trú Đức vội vã tổ chức nhiều đợt phản kích hòng đẩy lui quân đội Liên Xô nhưng không thành công. Ngày 7 tháng 10, thành phố và cảng Kuressaare được giải phóng. Sang ngày 8, quân Đức đã bị quét sạch khỏi phần lớn Saaremaa và rút về phòng thủ tại bán đảo Sõrve nằm ở mỏm Tây Nam của Saaremaa. Tiếp đó, trận Tehumardi diễn ra vào đêm 8 rạng ngày 9 tháng 10 đã quyết định thắng lợi của quân đội Liên Xô trong giai đoạn đầu tiên của chiến dịch đổ bộ Moonsund. Chỉ trong vòng chưa đầy 2 tuần, quân đội Liên Xô đã giải phóng phần lớn lãnh thổ của quân đảo Tây Estonia.

#### Cuộc chiến tại bán đảo Sõrve
Tuy nhiên mỏm đất Sõrve còn lại là một câu chuyện hoàn toàn khác. Khu vực này - được quân Đức gọi là "lá chắn Ibre" vì nó là bình phong che mặt vịnh Ibre - nhanh chóng được biến thành một "pháo đài" với hệ thống hầm hào chằng chịt cùng với niều hỏa điểm, boong ke kiên cố và vô số các vật cản chống tăng. Tại eo Kaimiri, khu vực hẹp nhất của bàn đảo, quân Đức bố trí đến 4 lớp phòng thủ và ném vào đây đủ loại vật cản và công sự chống tăng, chống bộ binh mà họ có được. Thêm vào đó, các khẩu đại bác Đức đủ loại đã hoạt động hết công suất, tạo một màn lửa dày đặc cản bước tiến của các mũi tấn công Liên Xô. Trong mỗi cây số mặt trận có đến 8 khẩu đội pháo và 5 khẩu đội cối nhằm vào các đội hình Hồng quân, và do phần nhiều chúng được bố trí ở bờ biển hoặc trong các rừng cây nên hoạt động phối hợp bắn phá của quân Đức rất khó phát hiện. Đồng thời, địa hình chật hẹp của bán đảo đã khiến quân đội Liên Xô gặp rất nhiều khó khăn trong việc triển khai và vận động binh lực. Nói cách khác, suốt một thời gian dài quân đội Liên Xô bị "mắc kẹt" ở bán đảo Sõrve và lâm vào tình thế rất khó khăn. Đợt tấn công ngày 14-18 tháng 10 nhằm chọc thủng phòng tuyến Đức không thành công. Trận đổ bộ vào Vyntra ở sau lưng bán đảo cũng bị quân Đức đẩy lui và chịu thiệt hại lớn.
Cuối cùng, mãi đến ngày 18 tháng 11, sau một đợt bắn chuẩn bị dữ dội của pháo binh và một trận oanh tạc cường độ cao không kém của không quân, phòng tuyến của quân Đức mới bị xuyên thủng. Quân đội Liên Xô tiếp tục tấn công và dần dần đẩy lui quân Đức hết từ phòng tuyến này sang phòng tuyến khác. Ngày 23 tháng 11, Hồng quân mở đợt tổng công kích cuối cùng vào lực lượng Đức còn bám trụ trên mỏm đất Sõrve với hướng tấn công chính tại trục Ade-Genga. Sau một đợt pháo kích, xe tăng và bộ binh Liên Xô đồng loạt xung phong và nhanh chóng đánh thiệt hại nặng lực lượng Đức phòng thủ tại bán đảo. Đến cuối ngày, trận tuyến của quân Đức bị tràn ngập và rõ ràng họ chỉ còn có thể chống giữ không quá vài giờ nữa. Sang sáng ngày 24, phần lớn quân Đức bị đánh tan và trên bán đảo chỉ còn các nhóm tàn binh lẻ tẻ tiếp tục kháng cự. Trong những ngày cuối cùng tại Sõrve, quân đội Đức Quốc xã đã huy động lực lượng hải quân bắn yểm trợ cho số quân đồn trú trên bán đảo, trong đó có 2 chiếc tàu tuần dương hạng nặng là "Đô đốc Scheer" và "Vương công Eugene", tuy nhiên lực lượng này không đủ để thay đổi tình hình. Hạm đội Ban Tích của Liên Xô cũng tiến hành các hoạt động yểm hộ tương tự và lực lượng hải binh của hai bên đã có vài cuộc chạm súng nhỏ trên biển.
Trước tình hình không còn có thể cứu vãn, chỉ huy Cụm Tập đoàn quân Bắc Ferdinand Schörner hạ lệnh triệt thoái khỏi bán đảo vào ngày 23 tháng 11. Việc này trái với lệnh tử thủ của Hitler, nhưng may mắn cho Schörner ông ta đã không bị Quốc trưởng trừng phạt. Nguyên do của sự may mắn này đến nay vẫn chưa được rõ ràng, có thể là thái độ ủng hộ chủ nghĩa Quốc xã của Schörner đã cứu ông ta thoát nạn, hoặc cũng có thể Hitler cuối cùng đã hiểu rằng Schörner làm đúng. Rạng sáng ngày 24 tháng 11, số lính Đức còn sống sót, chừng 4.500 người và 700 thương binh - chiếm 25% binh lực ban đầu - đã được hải đội do thiếu tướng Karl Henke chỉ huy di tản đến Ventspils trên bán đảo Kurland. Tù binh Liên Xô và một số người dân Estonia cũng được đưa khỏi đảo trước đó. Toàn bộ số đại bác, xe bọc thép và vũ khí nặng đều bị bỏ lại và phá hủy, 1.400 con ngựa cũng bị bắn hạ để quân đội Liên Xô không thể sử dụng được chúng. Ngày 24 tháng 11 toàn bộ quần đảo Tây Estonia sạch bóng quân phát xít Đức.

## Kết quả
Tại bán đảo Sõrve, quân đội Liên Xô đã đánh bại các sư đoàn bộ binh số 23, 218, 215, tiểu đoàn pháo binh phòng vệ bờ biển số 531, 532, tiểu đoàn số 583 của Đức. Thiệt hại của quân Đức là 7.000 người chết, 700 người bị bắt và 100 tàu bị đánh chìm. Phần lớn các đảo đều được quân đội Liên Xô giải phóng nhanh chóng do các địa điểm đổ bộ làm quân Đức bất ngờ và việc tấn công được tổ chức liên tục không nghỉ, khiến quân Đức không kịp trở tay. Duy tại Sõrve phát xít Đức đã chống cự hơn 1 tháng rưỡi và cầm chân 1 quân đoàn của quân đội Liên Xô.

## Khen tưởng, tưởng niệm và ghi công
- Vladimir Nikolayevich Deyev, xạ thủ, binh nhì, hi sinh ngày 29 tháng 10 năm 1944. Được phong danh hiệu Anh hùng Liên Xô.
- Pavel Ivanovich Chalov, thiếu úy, chỉ huy một tàu tuần tra. Tổ tác chiến của P. I. Chalov đã lập thành tích bắn hạ 3 máy bay, đánh chìm 1 tàu ngầm và 2 tàu chiến, phá hủy 7 mìn từ tính. Được phong danh hiệu Anh hùng Liên Xô[8].
- Albert Gustavovich Repson, trung úy, trung đội trưởng thuộc sư đoàn bộ binh số 925. Tham chiến trong trận đổ bộ ngày 29 tháng 9 lên Muhu, bị thương 2 lần nhưng vẫn tiếp tục chiến đấu. Được phong danh hiệu Anh hùng Liên Xô[9].
- Nikolay Nikolayevich Matyashin, trung sĩ, xạ thủ súng máy. Tham gia trận đổ bộ ngày 29 tháng 9 lên Muhu và lập thành tích chiến đấu xuất sắc. Được phong danh hiệu Anh hùng Liên Xô.
- Eduard Yuganovich Tyakhe, trung sĩ. Là người cắm cờ trong trận đổ bộ ngày 29 tháng 9 năm 1944 và lập thành tích tiêu diệt 20 binh sĩ địch, phá hủy nhiều súng máy của quân Đức[10]. Được phong danh hiệu Anh hùng Liên Xô[11] vào năm cùng với N. N. Matyashin, nhưng bị tước danh hiệu sau khi phạm tội giết vợ mình trong một lần say rượu năm 1950[12]. Được phóng thích sớm do điều kiện sức khỏe và đến năm 1985 được trao tặng huân chương Cuộc chiến tranh vệ quốc vĩ đại hạng nhì[10].
- Avgust Avgustovich Allik, trung tá, chỉ huy trung đội trinh sát thuộc trung đoàn bộ binh số 300. Trong trận đổ bộ lên đảo Saaremaa ngày 5 tháng 10, lực lượng của ông đã lập công đánh chiếm 2 đại bác, 2 súng cối và 2 xe thiết giáp cùng với toàn bộ số đạn dược trong đó. Bản thân A. A. Allik bị thương trong chiến đấu nhưng vẫn tiếp tục chỉ huy đồng đội tác chiến.[13] Được phong danh hiệu Anh hùng Liên Xô[14].